# 69434 de Gerlache
69434 de Gerlache è un asteroide della fascia principale. Scoperto nel 1996, presenta un'orbita caratterizzata da un semiasse maggiore pari a 3,1253249 UA e da un'eccentricità di 0,2551140, inclinata di 13,40458° rispetto all'eclittica.